# Białoruska Liga Koszykówki
Białoruska Liga Koszykówki – najwyższa koszykarska klasa rozgrywkowa na Białorusi.

## Zespoły
- Cmoki Mińsk
- Cmoki Mińsk II
- Borisfen Mohylew
- Grodno-93
- Rubon Witebsk
- Sozh Gomel
- Svisloch Osipovichi

## Medaliści
| Sezon   | Mistrz               | Wynik | Wicemistrz           | Brązowy medalista  |
| ------- | -------------------- | ----- | -------------------- | ------------------ |
| 1992–93 | RTI Mińsk            |       | RTI-2 Mińsk          | ENKA Mińsk Region  |
| 1993–94 | RTI-2-RUOR Mińsk     |       | RTI Mińsk            | Avtozavodets Mińsk |
| 1994–95 | RTI Mińsk            |       | Grodno-93            | Avtozavodets Mińsk |
| 1995–96 | Grodno-93            |       | RTI Mińsk            | Avtozavodets Mińsk |
| 1996–97 | RUOR Mińsk           |       | Grodno-93            | RTI Mińsk          |
| 1997–98 | Grodno-93            |       | Lokomotiw Witebsk    | OZAA Osipovichi    |
| 1999–99 | Grodno-93            |       | OZAA Osipovichi      | Avtozavodets Mińsk |
| 1999–00 | Grodno-93            |       | Spartak Gomel        | OZAA Osipovichi    |
| 2000–01 | Grodno-93            |       | RTI Mińsk            | Spartak Gomel      |
| 2001–02 | Grodno-93            |       | Spartak Gomel        | OZAA Osipovichi    |
| 2002–03 | Grodno-93            |       | RTI RUOR Mińsk       | BC Mińsk           |
| 2003–04 | Grodno-93            |       | Lokomotiw Witebsk    | RSHVSM Mińsk       |
| 2004–05 | Vitalyur-RGUOR Mińsk |       | Grodno-93            | Lokomotiw Witebsk  |
| 2005–06 | Vitalyur-RGUOR Mińsk |       | Grodno-93            | Lokomotiw Witebsk  |
| 2006–07 | Vitalyur-RGUOR Mińsk |       | Grodno-93            | OZAA Osipovichi    |
| 2007–08 | Vitalyur-RGUOR Mińsk |       | Mińsk 2006           | OZAA Osipovichi    |
| 2008–09 | Mińsk 2006           | 3–0   | Vitalyur-RGUOR Mińsk | OZAA Osipovichi    |
| 2009–10 | Mińsk 2006           | 3–0   | Grodno-93            | OZAA Osipovichi    |
| 2010–11 | Mińsk 2006           | 3–0   | Grodno-93            | OZAA Osipovichi    |
| 2011–12 | Mińsk 2006           | 97–74 | Grodno-93            | OZAA Osipovichi    |
| 2012–13 | Cmoki Mińsk          | 3–0   | Grodno-93            | Cmoki Mińsk II     |
| 2013–14 | Cmoki Mińsk          | 3–1   | Grodno-93            | Sozh Gomel         |
| 2014–15 | Cmoki Mińsk          | 3–0   | Grodno-93            | Borisfen Mohylew   |
| 2015–16 | Cmoki Mińsk          | 3–0   | Grodno-93            | Borisfen Mohylew   |
| 2016–17 | Cmoki Mińsk          | 3–0   | Grodno-93            | Borisfen Mohylew   |
| 2017–18 | Cmoki Mińsk          | 3–0   | Borisfen Mohylew     | Grodno-93          |
| 2018–19 | Cmoki Mińsk          | 3–0   | Borisfen Mohylew     |                    |

## Tytuły według klubu
| Klub                   | Tytuły | Miasto | Mistrzowskie lata |
| ---------------------- | ------ | ------ | ----------------- |
| Cmoki Mińsk/Mińsk 2006 | 11     | Mińsk  | 2009–2019         |
| Grodno 93              | 8      | Grodno | 1996, 1998–2004   |
| Vitalyur Mińsk         | 4      | Mińsk  | 2005–2008         |
| RTI Mińsk              | 2      | Mińsk  | 1993, 1995        |
| RTI Mińsk-2-RUOR       | 1      | Mińsk  | 1994              |
| RUOR Mińsk             | 1      | Mińsk  | 1997              |